# Герб Муртози
Ге́рб Мурто́зи — офіційний символ містечка Муртоза, Португалія. Використовується як територіальний герб. У золотому щиті червона сітка. По середині малий срібний щит із трьома чайками натурального кольору. Під ними дві хвилясті смуги зеленого і синього кольорів, в кожній з яких по дві срібні риби. Щит увінчує срібна мурована містечкова корона з чотирма вежами.  Під щитом біла стрічка, на якій великими літерами напис португальською: «vila da Murtosa» (містечко Муртоза).  Офіційно затверджений 20 червня 1933 року.  

## Галерея

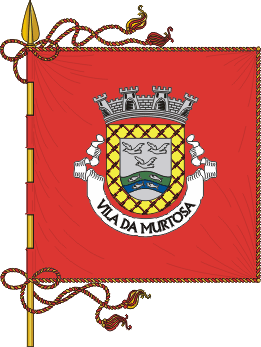
Прапор